# Harry Harris
Pour les articles homonymes, voir Harry Harris (homonymie).
Harry Harris est un boxeur américain né le 18 novembre 1880 à Chicago, Illinois, et mort le 5 juin 1959.

## Carrière
Il remporte le titre vacant de champion du monde des poids coqs le 18 mars 1901 en battant aux points Pedlar Palmer. Très rapidement, Harris ne parvient plus à respecter la limite de poids autorisée dans cette catégorie et doit abandonner son titre sans l'avoir remis en jeu. Il met un terme à sa carrière en 1907 ne concédant que 2 défaites en 52 combats.

## Distinction
- Harry Harris est membre de l'International Boxing Hall of Fame depuis 2002[1].